# Liste der Arbeitsminister von Sachsen
Die Liste der Arbeitsminister von Sachsen bietet einen Überblick über die Arbeitsminister des Freistaates Sachsen und seiner Vorgängerstaaten. 
Aufgeführt sind die Minister seit Errichtung des ersten sächsischen Arbeitsministeriums 1918.
| Name                                                     | Amtsantritt                                                                | Kabinett                                   | Partei                            |
| Minister für Arbeit und Wohlfahrt                        | Minister für Arbeit und Wohlfahrt                                          | Minister für Arbeit und Wohlfahrt          | Minister für Arbeit und Wohlfahrt |
| -------------------------------------------------------- | -------------------------------------------------------------------------- | ------------------------------------------ | --------------------------------- |
| Albert Schwarz                                           | 15. November 1918                                                          | Lipinski                                   | SPD                               |
| Max Heldt                                                | 22. Januar 1919 14. März 1919 5. Mai 1920                                  | Gradnauer I Gradnauer II Buck I            | SPD                               |
| Ernst Hermann Jäckel                                     | 9. Dezember 1920                                                           | Buck II                                    | USPD                              |
| Paul Ristau                                              | 1. Januar 1922 5. Dezember 1922 21. März 1923                              | Buck II Buck III Zeigner                   | SPD                               |
| Georg Graupe                                             | 1. April 1923                                                              | Zeigner                                    | SPD                               |
| Georg Elsner                                             | 31. Oktober 1923 4. Januar 1924 13. Januar 1927 1. Juli 1927 25. Juni 1929 | Fellisch Heldt I Heldt II Heldt III Bünger | SPD / ASPS                        |
| Friedrich Wilhelm Richter                                | 21. Januar 1930 6. Mai 1930                                                | Bünger Schieck                             | parteilos                         |
| Erich Kunz (kommissarisch)                               | 10. März 1933                                                              | Killinger                                  | NSDAP                             |
| Georg Schmidt                                            | 6. Mai 1933 28. Februar 1935                                               | Killinger Mutschmann                       | NSDAP                             |
| Minister für Wirtschaft                                  |                                                                            |                                            |                                   |
| Georg Lenk                                               | 15. April 1935                                                             | Mutschmann                                 | NSDAP                             |
| Vizepräsident für Wirtschaft, Arbeit und Verkehr         |                                                                            |                                            |                                   |
| Richard Woldt                                            | 4. Juli 1945                                                               | Friedrichs I                               | SPD                               |
| Vizepräsident für Wirtschaft und Arbeit                  |                                                                            |                                            |                                   |
| Fritz Selbmann                                           | 17. September 1945                                                         | Friedrichs I                               | KPD / SED                         |
| Minister für Arbeit und Sozialfürsorge                   |                                                                            |                                            |                                   |
| Walter Gäbler                                            | 12. Dezember 1946 30. Juli 1947                                            | Friedrichs II Seydewitz I                  | SED                               |
| Minister für Industrie, Arbeit und Aufbau                |                                                                            |                                            |                                   |
| Richard Goschütz                                         | 24. November 1950                                                          | Seydewitz II                               | FDGB                              |
| Von 1952 bis 1990 existierte kein Land Sachsen           |                                                                            |                                            |                                   |
| Minister für Wirtschaft und Arbeit                       |                                                                            |                                            |                                   |
| Kajo Schommer                                            | 8. November 1990 6. Oktober 1994 26. Oktober 1999                          | Biedenkopf I Biedenkopf II Biedenkopf III  | CDU                               |
| Martin Gillo                                             | 2. Mai 2002                                                                | Milbradt I                                 | CDU                               |
| Thomas Jurk                                              | 11. November 2004 18. Juni 2008                                            | Milbradt II Tillich I                      | SPD                               |
| Minister für Wirtschaft, Arbeit und Verkehr              |                                                                            |                                            |                                   |
| Sven Morlok                                              | 30. September 2009                                                         | Tillich II                                 | FDP                               |
| Martin Dulig                                             | 13. November 2014 18. Dezember 2017 20. Dezember 2019                      | Tillich III Kretschmer I Kretschmer II     | SPD                               |
| Minister für Wirtschaft, Arbeit, Energie und Klimaschutz |                                                                            |                                            |                                   |
| Dirk Panter                                              | 19. Dezember 2024                                                          | Kretschmer III                             | SPD                               |